# Ilie Năstase
Ilie Năstase (Bucarest, Rumanía, 19 de julio de 1946) es un exjugador de tenis rumano que tuvo su esplendor en los años 1970. Recordado a través de los tiempos tanto por su talentoso y vistoso juego como por su comportamiento objetable en varias ocasiones dentro del campo de juego. Fue el primer N.º 1 del mundo desde la aparición de los ránquines computarizados y conquistó dos títulos del Grand Slam.

## Biografía
Nacido el 19 de julio de 1946 en Bucarest, Năstase fue el primer rumano en destacarse en el tenis mundial y fue la principal razón por la que Rumania alcanzó tres finales de Copa Davis: 1969, 1971 y 1972. Después de haber participado durante dieciocho años en la Copa Davis, Năstase había participado en 146 partidos durante 52 eliminatorias.
Se dio a conocer en 1966 cuando, junto a su mentor Ion Tiriac, alcanzaron la final de dobles del Abierto de Francia en la que perdieron ante Clark Graebner y Dennis Ralston.
Su primer título importante vino en el torneo de Roma de 1970 donde venció en la final al checoslovaco Jan Kodeš, posterior vencedor del Abierto de Francia. Su habilidad con la raqueta lo hicieron un versátil jugador que podía destacarse en cualquier superficie. Era un experto en poner la bola fuera del alcance del oponente, con golpes de fondo precisos, una excelente devolución de saque, lobs exquisitos, un saque con muchas variantes y muy efectivo, y voleas vistosas. Podía adaptarse al juego de saque y red cuando jugaba en canchas de césped y al juego de fondo en canchas más lentas. No obstante, su frágil temperamento, lo hacían perder concentración en muchos momentos y desinflaban su juego. Conocido por su buen humor dentro de la cancha y una reputación por su modos poco honestos de conseguir ventajas en el juego, se ganó el mote de “Nasty” (sucio) o el mayormente conocido “Bufón de Bucarest”. En su carrera sufrió innumerables multas, descalificaciones y suspensiones, en un deporte acostumbrado a los buenos modales y a la caballerosidad.
Su primera final de Grand Slam la alcanzó en el año 1971, en la que perdió ante Jan Kodeš, un jugador mucho menos dotado tenísticamente pero muy luchador dentro de la pista, quien no se daba por vencido. Kodeš venció en cuatro sets, por 8-6 6-2 2-6 7-5.
Sus momentos más brillantes tuvieron lugar en los torneos Masters, en el que participaban los mejores jugadores a lo largo de todo un año. Năstase logró alcanzar 5 finales en este tipo de torneo ganando cuatro de ellas. La primera fue en 1971, donde venció en los seis encuentros jugados en la pista sintética de París.
En 1972 tuvo su desilusión más grande al perder la final de Wimbledon cuando Stan Smith lo derrotó en cinco apretados sets, en una de las finales de Wimbledon más emocionantes de la historia. Meses más tarde tuvo su gran consuelo al ganar el Abierto de Estados Unidos en cinco sets ante Arthur Ashe luego de estar 2-4 y servicio para Ashe en el cuarto set. Este fue su único título importante sobre césped en su carrera. A fin de año logró su segundo Masters consecutivo al vencer a Smith en la final en Barcelona.
1973 fue su gran año. Conquistó quince títulos de individuales, superando los doce del año anterior, y ocho de dobles. En su segunda final en el Torneo de Roland Garros venció al yugoslavo Nikola Pilić en tres sets y derrotó a Tom Okker en la final del Masters en Boston por 6-3 7-5 4-6 6-3. Ese año se consagró como n.º1 del mundo, en el primer año de ránquines computarizados.
Los años posteriores fueron fructíferos en cuanto a títulos, pero quizás ninguno de la más alta jerarquía. El único torneo importante en los siguientes años fue el Masters de Estocolmo en 1975 en el que derrotó en la final al local Björn Borg en una brillante final con un inspiradísimo Nastase. En 1974 perdió su única final de Masters ante el argentino Guillermo Vilas en el césped de Melbourne. En 1976 logró su segunda final de Wimbledon pero perdería ante Borg, en el que fue el primero de cinco títulos consecutivos en el césped británico para el sueco. En ese torneo Năstase se había propuesto no enfadarse ni descontrolarse para lograr el título y se vio una excelente versión del jugador, pero no pudo en la final ante la maestría del Hombre de hielo.
Durante algunos años rehusó unirse a la ATP, prefiriendo jugar un tour paralelo organizado por su mánager Bill Riordan.

## Copa Davis
Rumanía era una nación sin ninguna incidencia en la Copa Davis hasta la aparición de Năstase y la compañía del voluminoso Ion Țiriac. Hasta 1959 había logrado solo una victoria. Ese año apareció Tiriac, quien ayudó con algunos triunfos pero sin que ello fuera suficiente para hacerse un nombre respetable. En 1969, Năstase y Tiriac se unieron para lograr cinco victorias consecutivas hasta la semifinal contra Gran Bretaña en Wimbledon. Allí, el flamante dúo sorprendió a todos al ganar la eliminatoria por 3-2, con una victoria de Năstase en el quinto punto ante Mark Cox en cuatro sets. En la final no pudieron en el asfalto estadounidense ante Stan Smith y Arthur Ashe. Pero a partir de allí se hicieron figuras conocidas.
En 1971 alcanzaron otra vez la final ante Estados Unidos y otra vez en tierras norteamericanas. Esta vez la serie fue más reñida: 3-2, siendo la derrota de Năstase ante Smith, dos de los mejores de la época, la que marcó el camino para la victoria norteamericana.
Un año después Rumanía alcanzó de nuevo la final, y esta vez el duelo sería en Bucarest contra Estados Unidos. Ante una ruidosa multitud y sobre canchas lentas, Rumanía partía como claro favorito. Pero Smith dio el primer batacazo al ganarle a Năstase 11-9 6-2 6-3. Ese año Smith y Năstase fueron los dos mejores jugadores, pero mientras Năstase podía destacarse en cualquier superficie, Smith se sentía incómodo en canchas lentas. Smith se convirtió en el gran héroe estadounidense al ganar su partido de dobles junto a Erik Van Dillen y su último partido de individuales ante el tenaz Tiriac, para darle así la victoria final por 3-2 en una de las finales de Copa Davis más recordadas de la historia.
Rumanía no alcanzó nunca más una final de Copa Davis. Năstase participaría en la Copa hasta el año 1986 después de jugar 52 eliminatorias.

## Honores y otros aspectos
Năstase fue incluido en el Salón Internacional de la Fama del Tenis en 1991. La revista TENNIS lo ubicó en el puesto 28 dentro de los 40 mejores jugadores/as de la Era Abierta. De todas maneras destaca que, para muchos, es el talento natural más puro en haber levantado una raqueta.
Escribió novelas en francés en los años 80 y participó en política en los 90, siendo candidato a alcalde de Bucarest en 1996.
En su autobiografía de 2004 titulada “Mr. Nastase” provocó revuelo nuevamente (como en sus épocas de jugador) al mencionar haberse acostado con más de 2500 mujeres. Su mujer, Amalia Teodosescu, 30 años menor, y su tercera esposa, dijo estar orgullosa de haber conquistado tal hombre. También afirmó haber perdido su virginidad a los veinte años con una prostituta traída por Ion Tiriac.
Es recordado ampliamente por sus charlas con el público, sus triquiñuelas, sus discusiones con los árbitros y su énfasis en convertir los partidos de tenis en un show para el público. Algunas de sus jugadas incluyen haber impactado un saque sobre un juez de red tras haber discutido con él por considerar que uno de sus saques había tocado la red, o haber terminado con la racha de Guillermo Vilas de 53 partidos consecutivos ganados en polvo de ladrillo usando una raqueta de doble encordado, que provocó la angustia de Vilas quien se retiró tras haber perdido los dos primeros sets en la final del torneo de Aix-en-Provence en 1977. Esas raquetas fueron rápidamente prohibidas. 
Otra polémica famosa fue su discusión con el chileno Marcelo Ríos al pedirle Nastase a Ríos una foto con su hijo, a lo que el chileno se negó, ganándose la ira y el desprecio de Nastase. 
En 2017, siendo capitán del equipo rumano de Copa Federación, y en eliminatoria frente a Gran Bretaña, Nastase hizo comentarios despectivos sobre el futuro bebé de Serena Williams y pidió a la capitana del equipo británico, Anne Keothavong, su número de habitación. Previamente, Nastase había afirmado, sin pruebas, que Williams se dopaba.Durante el segundo partido de la eliminatoria, entre Sorana Cirstea y Johanna Konta, Nastase fue expulsado del estadio "por conducta antideportiva". En un comunicado, la ITF confirmó la retirada de la acreditación a Nastase y confirmó que no podría tomar parte en lo que quedaba de la eliminatoria. Un día más tarde, la ITF provisionalmente suspendió a Nastase por violación de las normas y regulaciones de la Copa Federación, siéndole prohibido el acceso a cualquier evento de la ITF.
Actualmente es presidente de la Federación Rumana de Tenis y director general de dos radios en Rumanía.